# Minami Yoshioka
Minami Yoshioka (japanisch 吉岡 みなみ Yoshioka Minami; * 9. November 1992) ist eine japanische Volleyballspielerin.

## Karriere
Yoshioka spielte für verschiedene Vereine in Japan. Zuletzt war sie dort für Gumma Bank Green Wings aktiv. 2024 wurde die Libera vom deutschen Bundesligisten VfB 91 Suhl verpflichtet.